# Herz-Jesu-Kirche (Feucht)

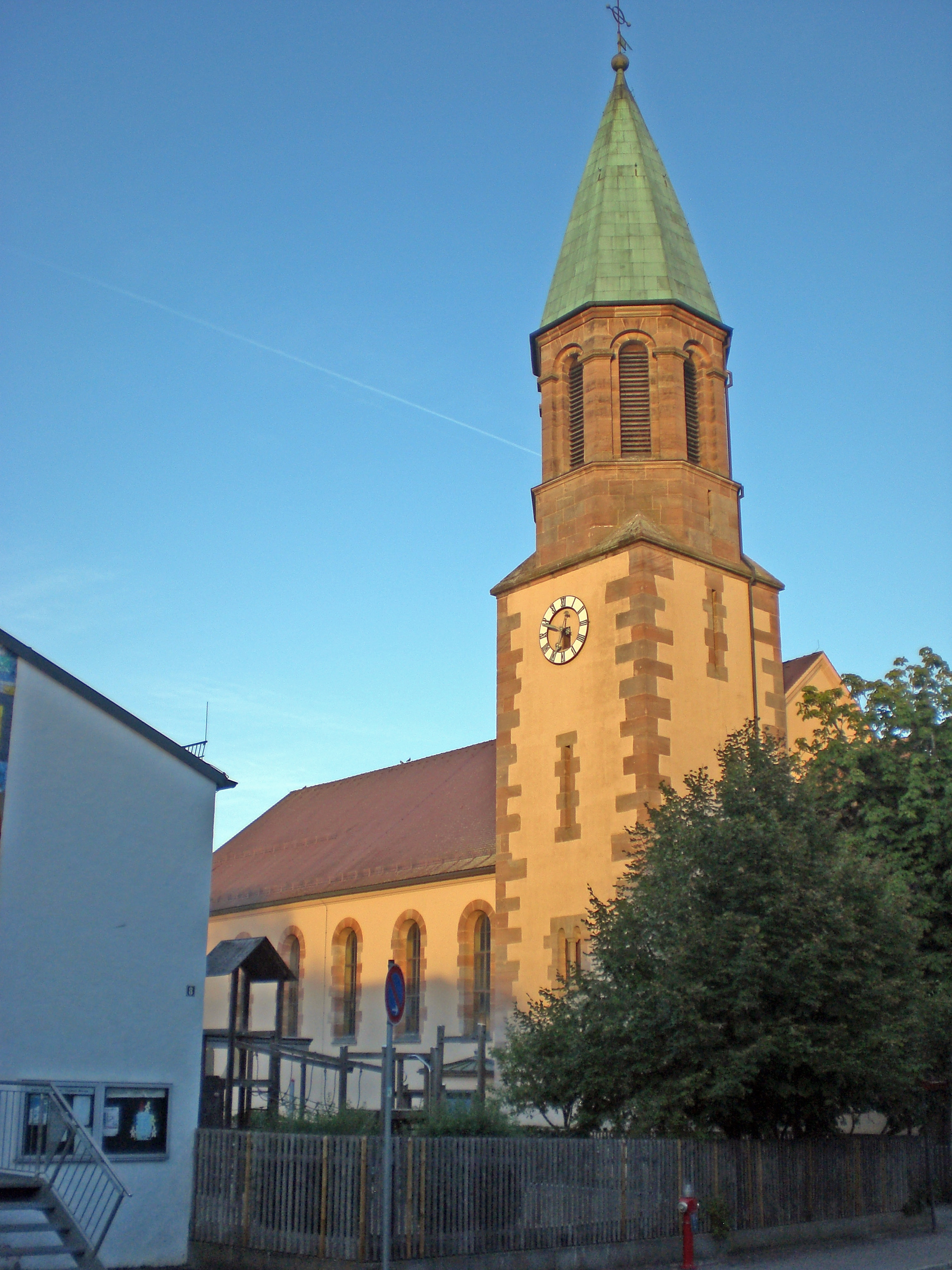
Feucht, Herz-Jesu-Kirche

Herz Jesu ist eine römisch-katholische Kirche im mittelfränkischen Ort Feucht.

## Geschichte
1189 wurde in Feucht die erste nachgewiesene Kirche durch Bischof Otto von Eichstätt geweiht, im 14. Jahrhundert wurde an gleicher Stelle die Kirche St. Jakob aus Stein errichtet.
Nachdem die Gläubigen zunächst zur Pfarrei Rasch (später nach Altdorf verlegt) und dann zu Leinburg gehörten, wurde Feucht am 2. Mai 1366 zur Pfarrei erhoben. Der 1386 erstgenannte Pfarrer war Ulrich Meckenloher.
Mit der Reformation wurde Feucht 1525 evangelisch, die Kirche St. Jakob blieb seither der evangelischen Gemeinde vorbehalten. Die wenigen Katholiken, die es danach gelegentlich hierher verschlug, zählten offiziell zur Ur-Pfarrei Gnadenberg, von wo aus 1867 die Expositur Altdorf errichtet wurde.
Zwei Ereignisse im letzten Viertel des 19. Jahrhunderts (Bahnbau und Waldschäden) bewirkten den Zuzug von rund 400 Katholiken nach Feucht. Nachdem bereits am 17. September 1870 das erste Kind katholisch getauft wurde, fand am 28. November 1870 der erste katholische Gottesdienst nach der Reformation statt. Am 16. Dezember 1877 wurde am heutigen Kapellenplatz eine Herz-Jesu-Kapelle vom zuständigen Altdorfer Pfarrer Pröll geweiht. 1896 begann Expositus Ludwig Heumann mit den Vorplanungen eines Kirchenneubaus. Doch zuerst war die mit 30–40 Plätzen viel zu kleine Kapelle als Notkirche zu erweitern. Nach einer vorliegenden Konstruktionszeichnung geschah dies durch einen hallenförmigen Queranbau auf dem Vorplatz. Die abschließende Benediktion „in honorem S. Ludovici“ (St. Ludwig) am 19. Dezember 1896 wurde ihm selbst aufgetragen, weil kein Geistlicher vom Bischöflichen Ordinariat dafür bereit war. Die Planungen für eine Kirche sollte er seinen Nachfolgern überlassen, denn er wurde vor Weihnachten 1897 als Pfarrer nach Elbersroth bei Herrieden versetzt.
1899 gründete Heumanns Nach-Nachfolger Theodor Madlener einen Kirchenbauverein. Nachdem am 23. November 1899 ein Grundstück für Kirche und Expositurhaus (später Pfarrhaus) ersteigert werden konnte, wurde im Januar 1900 vom Domkapitel Eichstätt dem Nürnberger Architekten und Kirchenbaumeister Prof. Joseph Schmitz der Auftrag für die Planerstellung erteilt. In Anbetracht von 525 Katholiken – zerstreut in 30 Orten und Gehöften – sollte sie für etwa 800 Kirchenbesucher konzipiert werden. Die Bauleitung ab Februar 1903 wurde dem jungen Marktleuthener Bauunternehmersohn Jakob Schmeißner übertragen. Am 22. März 1903 erfolgte die Grundsteinlegung für die neue Kirche unter dem Patrozinium des hl. Apostels Jakobus major (d. Ä.), die Fertigstellung noch im selben Jahr. Weil es an einem Ort nicht zwei Kirchen gleichen Namens geben solle, beschloss das Bischöfliche Generalvikariat in seiner Sitzung vom 10. Dezember, dass die Kirche in Feucht – ebenso wie vormals die Kapelle – dem heiligsten, göttlichen Herzen Jesu geweiht werden solle. Im Auftrag von Bischof Franz Leopold, Freiherrn von Leonrod nahm Dompropst Prälat Johann Evangelist von Pruner am 13. Dezember 1903 die Benediktion vor. Die Innenausstattung der Kirche mit Grundriss in Kreuzform – Altäre und Statuen, Kreuzweg, Bemalungen, Taufstein – zog sich bis zum Jahr 1920 hin.
Bis zum folgenden Frühjahr wurden vier Glocken von der der Firma Johann Hahn in Landshut angefertigt. Die Weihe der Glocken mit den Namen Salve Regina, Miserecordia, Hl. Jakobus und Hl. Barbara wurde am 6. März 1904 nach der im Pontificale Romanum angegebenen Form durch den Altdorfer Stadtpfarrer Franz Obeltshauser unter Assistenz von Expositus Madlener unter großer Beteiligung der Expositurgemeinde Feucht-Wendelstein vollzogen.
Am 21. Oktober 1921 wurde Feucht unter Franz Xaver Schmid selbstständige Pfarrei. Die Konsekration der Kirche durch Bischof Leo von Mergel war am 14. Mai 1922. Nach der Erweiterung des ursprünglichen Expositurbezirks wurde der ehemalige Missionsposten zur Mutterpfarrei vieler Pfarreien südöstlich von Nürnberg.
Da die alte Kapelle an der Fischbacher Straße nicht mehr gebraucht wurde und gefährliche Bauschäden aufwies, wurde sie um 1922 abgerissen. Nach dem Zweiten Weltkrieg  entstanden dort zwei Mehrfamilienhäuser.
Während des Zweiten Weltkriegs wurden die Glocken von 1904 konfisziert und für Rüstungszwecke eingeschmolzen. Nur eine kleine Klangschale sollte an deren Stelle zum Gebet rufen. Der Gong der Letzteren erklingt heute bei den Wandlungsworten. – Nach dem Weltkrieg wurde ein neues Glockengeläut angeschafft. Vier neue Kirchenglocken aus Bronze wurden 1960 von Friedrich Wilhelm Schilling in Heidelberg gegossen, die zweitgrößte (a′) stammt aus dem Jahr 1688. Die Glocken sind auf die Töne fis′ – a′ – h′ – cis″ – e″ gestimmt.
In der Nacht vom 10. zum 11. August 1943 wurde die Kirche mit der Kassettendecke durch Bomben schwer beschädigt. Der unmittelbare persönliche Einsatz des Pfarrers Markus Harrer verhinderte das Ausbrennen des gesamten Kirchenraums.  Mit vielfachem ehrenamtlichen Arbeitseinsatz wurde die Kirche (wegen der kriegsbedingten Schwierigkeiten erst ab April 1944) wieder aufgebaut, allerdings ohne das rechte Seitenschiff und mit notdürftig reparierter Apsis. Am 11. Juni 1944 erfolgte die erneute Weihe.
Nach dem Zweiten Weltkrieg zogen viele  Flüchtlinge und Vertriebene aus dem Osten auch nach Feucht, die Kirche wurde wieder zu eng. Man entschied sich für einen Erweiterungsbau anschließend an den Chorraum in einer schlichten rechteckigen Form, in der Breite wie zuvor mit den beiden Seitenflügeln und in der Verlängerung etwa um den heutigen Vorraum. Anstelle der früheren Bemalungen sollte die Kirche nur weiß gestrichen sein. Die Abbrucharbeiten der Langhauswände begannen im September 1955, nach einjähriger Bauzeit wurde die nun größere Kirche  am 23. September 1956 durch Bischof Joseph Schröffer geweiht. 1980 und 1981 wurden der Altarraum neu gestaltet und die Heizung erneuert. 2004 fand eine Außenrenovierung und 2006 eine Innenrenovierung statt. Am 10. Dezember 2006 weihte Bischof Gregor Maria Hanke als eine seiner ersten Amtshandlungen den Altar.

### Katholische Seelsorger (leitende) in Feucht
|            | I. Pfarrer seit 1366: | I. Pfarrer seit 1366:                                                  |
| ---------- | --- | ---------------------------------------------------------------------- |
| 1386       | Ulrich Meckenloher | Pfarrer [°G: S. 7]                                                     |
| 1411. 1428 | Chunrad Volkamer | Pfarrer                                                                |
| 1448       | Conrad Vendel. Wieckmann, | Geschichte der Hl. Achahildis                                          |
| 1457       | Hans Vend. | Eichst. Sam. 23,54.                                                    |
| 1480       | Ulrich Egelwanger | Pfarrer + Eberhard Weikmann, Frühmesser                                |
| 1484. 1487 | Jakob Reichlsdorfer | Pfarrer                                                                |
| 1489.      | Sigismund Meisterling | Pfarrer                                                                |
| 1502 +     | Leonhard Pegnitzer | Pfarrer                                                                |
| 1504       | |                                                                        |
| 1505       | Heinrich Nagel v. Altdorf, | st. in Leipzig / 1481. noch 1508                                       |
| 1525 +     | Georg Leupold | Pfarrer                                                                |
|            | Reformation |                                                                        |
| 1525 +     | Georg Leupold | Pfarrer                                                                |
|            | nach der Reformation heirateten alle Pfarrer nach dem Vorbild Martin Luthers, eine Pfarrertafel ab 1525 befindet sich in der Sakristei der St. Jakobs-Kirche |                                                                        |
|            | II. Kath. Expositur |                                                                        |
| 1895–1897  | Ludwig Heumann | Erbauer der Kapelle; * 1869, ~Y~ 1893, † 1918, [°G: S. 19 + Liste]     |
| 1897–1899  | Josef Leute | * 1873, ~Y~ 1895 [°G: S. 26 + Liste]                                   |
| 1899–1906  | Theodor Madlener | Erbauer der Kirche; * 1872, ~Y~ 1897 [°G: S. 29 + Liste]               |
| 1906–1913  | Franz Serap Mader | [°G: S. 38 + Liste]                                                    |
| 1913–1915  | Wolfgang Weiß | ~Y~ 1908 [°G: S. 43 + Liste]                                           |
| 1915–1921  | Franz Xaver Schmid |                                                                        |
|            | III. Kath. Pfarrei |                                                                        |
| 1921–1940  | Franz Xaver Schmid | † 18. Mai 1967 in Feucht, Walburgisheim (83 J.) [°G: S. 44/48 + Liste] |
| 1940–1974  | Markus Harrer | [°G: Liste]                                                            |
| 1974–1992  | Wolfgang Niebler | [°G: Liste]                                                            |
| 1992–1996  | Franjo Skok | ~Y~ 1981                                                               |
| 1996–2008  | Richard Hermann | ~Y~ 1985                                                               |
| 2008–2008  | P. Hans Mader SJ | ~Y~ 1949                                                               |
| 2008–2011  | Andreas Endriß | ~Y~ 2005                                                               |
| 2011–2024  | Edwin Grötzner | ~Y~ 1994                                                               |
| 2024–      | Harald Günthner | ~Y~ 1998                                                               |
|            | | ~Y~ = Jahr der Priesterweihe                                           |

Quellen:
Herz Jesu Feucht wurde zur Mutterpfarrei der folgenden selbständigen Pfarreien:
| Ort            | Patronat     | Expositur | Pfarrei | 1. Pfarrer     |
| -------------- | ------------ | --------- | ------- | -------------- |
| Wendelstein *  | St. Nikolaus | 1922      | 1954    | Josef Bittner  |
| Altenfurt *    | St. Sebald   | 1936      | 1951    | Leonhard Übler |
| Schwarzenbruck | St. Josef    | 1954      | 1964    | Erich Czischek |

Anm.: * Von Altenfurt und Wendelstein aus entstanden weitere Tochterpfarreien im Dekanat Nürnberg-Süd.
Die Pfarrei Feucht bildet zusammen mit St. Josef aus dem benachbarten Schwarzenbruck einen Pfarreienverbund.
Einmal im Monat findet auch ein katholischer Gottesdienst in der evangelischen Heilig-Geist-Kirche in Moosbach statt.

## Innenausstattung
- Markant ist das Kreuz in der Apsis. Es handelt sich um eine Kopie des Kreuzes im Augustiner Chorherrenstift Rebdorf bei Eichstätt – und wurde anlässlich der Volksmission um 1958 gestiftet und ursprünglich im Eingangsbereich platziert. An seinem jetzigen Platz in der Apsis wurde es 1982 aufgehängt.

- Hochaltar – Mit der Gestaltung des Hochaltars (Mensa, Tabernakel und Altarleuchten, Kommunionbank aus Fichtenholz mit Eichenauflage, Ampel) für die 1903 errichtete Kirche wurde Otto Lohr aus München betraut. Die  Ausführung durch die Kunstgewerblichen Werkstätten Steinicken & Lohr, München, wurde im Dezember 1904 abgeschlossen.

Bei der Kirchenrenovierung 1981 wurde der Altar entsprechend den Empfehlungen aus dem Zweiten Vatikanischen Konzil wesentlich umgestaltet: Der Ort der Zelebration wurde aus dem Chor ins Kirchenschiff verlagert, der nach vorn gerichtete Altartisch (Mensa) wurde durch einen Volksaltar, bei dem der Priester dem Volk zugewendet steht, in Form eines Kalkstein-Kubus ersetzt; die Kommunionbank wurde überflüssig; der Tabernakel steht nun im Chorraum in der Nische des zugemauerten ehemaligen Durchgangs zur Sakristei; hinter der variablen Abtrennwand zum Chorraum verbirgt sich die Werktagskirche mit eigenem Altartisch. Hier sind auch noch die Originalfliesen um den ehemaligen Hochaltar erhalten.
- Die beiden Seitenaltäre waren ursprünglich ein einziges Objekt. Es handelt sich um den Jakobus-Altar der ehemaligen Schlosskapelle Schönberg bei Lauf. Die niederländische Arbeit war 1493 von Markgraf Friedrich d. Ä. gestiftet worden. Es war ein typischer spätgotischer Flügelaltar mit einer Jakobusstatue (spätgotische Figur um 1510/20) im Mittelschrein. Bei geöffnetem Zustand („Festtagsseite“) zeigt er geschnitzte Reliefs (um 1480/90) mit Szenen aus dem Marienleben vor der Geburt Jesu: Maria bei Zacharias und Elisabeth, den Eltern Johannes des Täufers. Die „Werktagsseite“ mit geschlossenen Flügeln zeigt in Malereien Szenen aus dem Leben – besser Legenden – des Apostels Jakobus (d. Ä.). In die Predella ist ein kleiner Tabernakel eingefügt, in dem an den Kartagen das Allerheiligste aufbewahrt wird.

Nach dem Abbruch des Schönberger Schlosses im Jahre 1898 gelangte der Altar in den Kunsthandel und wurde 1905 über den Bildhauer Josef Stärk, der ihn zuvor restauriert hatte, erworben. Die Herkunft konnte erst 1995 aufgrund des Hinweises eines Schönberger Schülers durch Vergleich mit einer 1829 verfassten Beschreibung des Schönberger Altars endgültig geklärt werden. Die Teilung in zwei Altäre – Maria jetzt rechts, Jakobus links – erfolgte bei der Einrichtung nach dem Neubau 1956.
- Die geschnitzte Madonnenstatue mit Christuskind und Szepter im heutigen Marienaltar stammt aus Tirol und „muss aus dem 15. Jahrhundert stammen“. Gemäß einem Dokument von 1899 aus dem Pfarrarchiv wurde sie durch Professor Seidl gekauft, Prinz Ahrenberg hat sie bezahlt. (Gruber S. 41) Der Marienaltar mit Überbau war ursprünglich auf der linken Seite (Foto 1910), der Jakobus-Altar rechts.

- Der Kreuzweg (Holzreliefs) wurde ab 1911 nacheinander bis 1922 von Heinz Schiestl aus Würzburg gefertigt. Die Kreuzigungsgruppe daraus wurde leider 1943 zerstört.

Der vorher in der Notkirche (Kapelle) aufgestellte Kreuzweg von Kirchenmaler Lang aus Deining, Bilder im Format 43,5 × 52, wurde 1921 nach Poxdorf (Oberfranken) verkauft.
- Die Herz-Jesu-Statue an der rechten Stirnwand wurde 1928/29 von Josef Stärk erworben, ebenso wie die Statue  St. Josef mit dem Jesuskind auf dem Arm links vor der Apsis.

- Der jetzt im Mittelgang aufgestellte Taufstein (zuvor in der Halbrundnische rechts vorne) wurde 1920 von Ludwig Schorr aus Wendelstein geliefert.
- Der Opferstock im Vorraum wurde 1904 von Schlossermeister Josef Schmitt aus Nürnberg gefertigt und gestiftet.
- Reichhaltige Ausmalungen schmückten die Kirche vor dem Neubau 1956. Durch einen Wettbewerb bekannter bayerischer Maler wurde der Entwurf von Carl Johann Becker-Gundahl aus München-Solln ausgewählt. Er realisierte diesen in zwei Abschnitten: 1908/09 im Apsisgewölbe einen von Engeln flankierten Gnadenstuhl (Gottvater, in seinen Armen der gekreuzigte Christus, darunter der Heilige Geist in Tauben-Gestalt); 1920 im Kirchenschiff vorn um die Apsis eine Osterlandschaft mit zwölf Lämmern, dazu seitlich umlaufend verschiedene Schrift- und Bilddarstellungen, u. a. im linken Seitenschiff das Schweißtuch.

Bei der Neugestaltung 1956 blieb als Relikt nur das Lamm-Relief im Sandsteinchorbogen auf den ins Gemäuer integrierten Sandsteinquadersäulen.

## Orgel
Im Jahr 1921 baute Orgelbau Holländer aus Feuchtwangen eine Orgel ein, deren Gebläse noch mit Muskelkraft betrieben wurde.
1978 erhielt die Kirche von WRK Orgelbau eine neue Schleifladen-Orgel mit 22 Registern auf zwei Manualen und Pedal. Spiel- und Registertraktur sind mechanisch.
| I Hauptwerk C–g3 |       |
| Principal        | 8′    |
| Gedeckt          | 8′    |
| Oktave           | 4′    |
| Spitzflöte       | 4′    |
| Quinte           | 2 ⁄3′ |
| Flachflöte       | 2′    |
| Mixtur           | 1 ⁄3′ |
| Trompete         | 8′    |

| II Brustwerk C–g3 |        |
| Rohrflöte         | 8′     |
| Blockflöte        | 4′     |
| Nasat             | 2 ⁄3′  |
| Terz              | 1 3⁄5′ |
| Superoktav        | 2′     |
| Sifflöte          | 1′     |
| Cymbel III        | 2⁄3′   |
| Krummhorn         | 8′     |
| Tremulant         |        |

| Pedal C–f1    |       |
| Subbaß        | 16′   |
| Oktavbass     | 8′    |
| Gedeckt       | 8′    |
| Choralbaß     | 4′    |
| Rauschwerk IV | 2 ⁄3′ |
| Posaune       | 16′   |

- Normalkoppeln: II/I, I/P, II/P
- Spielhilfe: Pleno